# 태성초등학교
태성초등학교는 대한민국 경기도 광주시에 있는 공립 초등학교이다.

## 연혁
- 2017년 10월 23일 : 태성초등학교 개교